# Jekaterina Wiktorowna Puschkasch
Jekaterina Wiktorowna Puschkasch (russisch Екатерина Викторовна Пушкаш, englische Transkription Ekaterina Viktorovna Pushkash; * 27. Mai 1992 in Nischni Nowgorod) ist eine russische Eiskunstläuferin, die im Eistanz startet.
Jekaterina Puschkasch begann 1996 mit dem Eislaufen. Ab 2000 bildete sie ein Eistanzpaar mit ihrem Cousin Dmitri Kiseljow. Seit 2009 läuft sie mit Jonathan Guerreiro. 2011 wurde das Paar Vizeweltmeister der Junioren.

## Ergebnisse

### Mit Jonathan Guerreiro
| Meisterschaft / Jahr           | 2010  | 2011  | 2012  | 2013  |
| ------------------------------ | ----- | ----- | ----- | ----- |
| Juniorenweltmeisterschaften    | 6.    | 2.    |       |       |
| Russische Meisterschaften      | 3. J  | 2. J  | 4.    | 6.    |
| -                              |       |       |       |       |
| Grand-Prix-Wettbewerb / Saison | 09/10 | 10/11 | 11/12 | 12/13 |
| Skate Canada                   |       |       | 6.    |       |
| Cup of Russia                  |       |       | 7.    |       |
| Trophée Eric Bompard           |       |       |       | 7.    |

J – Junioren

### Mit Dmitri Kiseljow

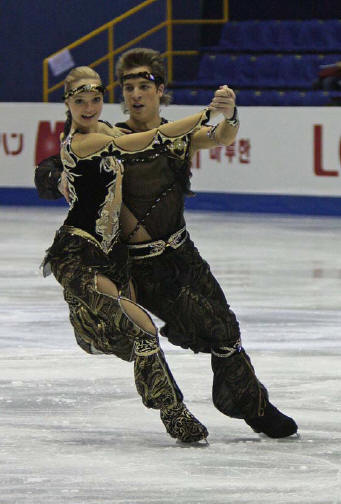
Puschkasch und Kiseljow 2008

| Meisterschaft / Jahr        | 2009 |
| --------------------------- | ---- |
| Juniorenweltmeisterschaften | 6.   |
| Russische Meisterschaften   | 2. J |

J – Junioren